# Filmografia lui Patrick Swayze
Aceasta este o listă cu filmele în care a apărut actorul Patrick Swayze:
| An   | Titlu                                                | Rol                        | Note |
| ---- | ---------------------------------------------------- | -------------------------- | --- |
| 1979 | Skatetown, U.S.A.                                    | Ace Johnson                | |
| 1981 | M*A*S*H (serial TV)                                  | Pvt. Gary Sturgis          | serial TV Season 9 Episode 18 - "Blood Brothers"                                                                                   |
| 1983 | Uncommon Valor                                       | Kevin Scott                | |
| 1983 | The Outsiders                                        | Darrel "Darry" Curtis      | |
| 1984 | Red Dawn                                             | Jed Eckert                 | |
| 1984 | Grandview, U.S.A.                                    | Ernie "Slam" Webster       | |
| 1985 | North and South                                      | Orry Main                  | miniserial TV |
| 1986 | Youngblood                                           | Derek Sutton               | |
| 1986 | North and South, Book II                             | Orry Main                  | miniserial TV |
| 1987 | Dirty Dancing                                        | Johnny Castle              | Nominalizat la – Golden Globe Award for Best Actor – Motion Picture Musical or Comedy                                              |
| 1987 | Steel Dawn                                           | Nomad                      | |
| 1988 | Tiger Warsaw                                         | Chuck "Tiger" Warsaw       | |
| 1989 | Next of Kin                                          | Truman Gates               | Nominalizat la – Razzie Award for Worst Actor (also for Road House)                                                                |
| 1989 | Road House                                           | James Dalton               | Nominalizat la – Razzie Award for Worst Actor (also for Next of Kin)                                                               |
| 1990 | Ghost                                                | Sam Wheat                  | Nominalizat la – Golden Globe Award for Best Actor – Motion Picture Musical or Comedy Nominalizat la – Saturn Award for Best Actor |
| 1990 | Saturday Night Live                                  | Guest Host, Oct. 27, 1990  | Memorable for sketch with Chris Farley auditioning to be Chippendales dancers                                                      |
| 1991 | Point Break                                          | Bodhi                      | Nominalizat la – MTV Movie Award for Most Desirable Male                                                                           |
| 1992 | City of Joy                                          | Max Lowe                   | |
| 1993 | Father Hood                                          | Jack Charles               | |
| 1994 | Heaven & Hell: North and South, Book III             | Orry Main                  | miniserial TV Necreditat; archive footage from previous episodes                                                                   |
| 1995 | Tall Tale: The Unbelievable Adventures of Pecos Bill | Pecos Bill                 | |
| 1995 | Three Wishes                                         | Jack McCloud               | |
| 1995 | To Wong Foo, Thanks for Everything! Julie Newmar     | Vida Boheme                | Nominalizat la – Golden Globe Award for Best Actor – Motion Picture Musical or Comedy                                              |
| 1998 | Letters from a Killer                                | Race Darnell               | |
| 1998 | Black Dog                                            | Jack Crews                 | |
| 2000 | Forever Lulu                                         | Ben Clifton                | |
| 2001 | Donnie Darko                                         | Jim Cunningham             | |
| 2001 | Green Dragon                                         | Gunnery Sergeant Jim Lance | |
| 2002 | Waking Up in Reno                                    | Roy Kirkendall             | |
| 2003 | One Last Dance                                       | Travis MacPhearson         | Regizat de soția sa, Lisa |
| 2003 | 11:14                                                | Frank                      | |
| 2004 | Dirty Dancing: Havana Nights                         | Dance class instructor     | Prequel to Dirty Dancing |
| 2004 | George and the Dragon                                | Garth                      | |
| 2004 | King Solomon's Mines                                 | Allan Quatermain           | |
| 2005 | O dădacă plină de surprize                           | Lance                      | |
| 2005 | Icon                                                 | Jason Monk                 | |
| 2006 | The Fox and the Hound 2                              | Cash (voice)               | Film de animație |
| 2007 | Jump!                                                | Richard Pressburger        | |
| 2007 | Christmas in Wonderland                              | Wayne Saunders             | |
| 2009 | Powder Blue                                          | Velvet Larry               | |
| 2009 | The Beast                                            | Charles Barker             | serial TV |